# Вільшане (заповідне урочище)
Вільша́не — заповідне урочище в Україні. Розташоване в межах Полтавського району Полтавської області, біля села Нижні Вільшани.
Площа 258 га. Статус надано згідно з рішенням облвиконкому № 437 від 16.11.1979 року. Перебуває у віданні ДП «Полтавське лісове господарство» (Розсошенське л-во, кв. 15-20, 23).
Статус надано для збереження частини лісового масиву, де зростають горіх ведмежий, тополево-листяні та дубові насадження.

## Галерея

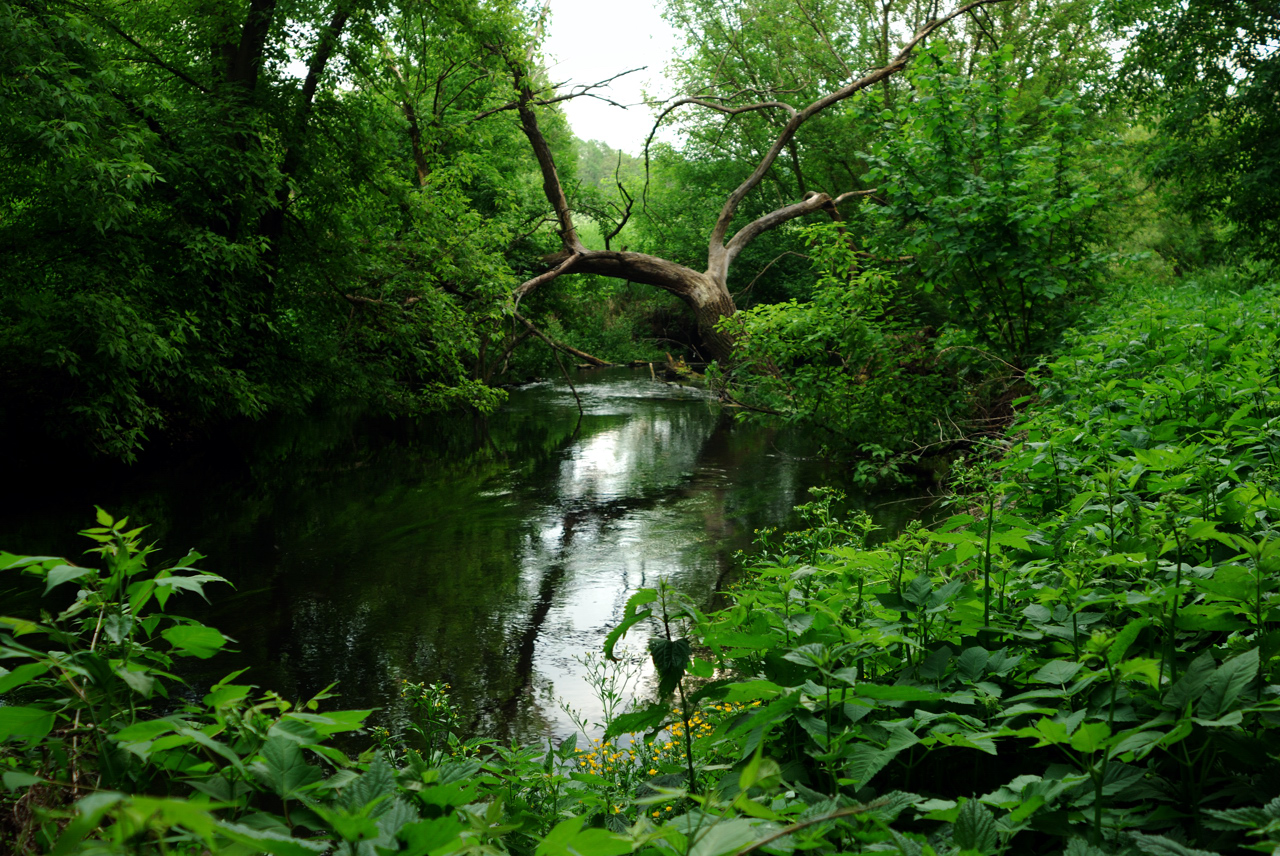
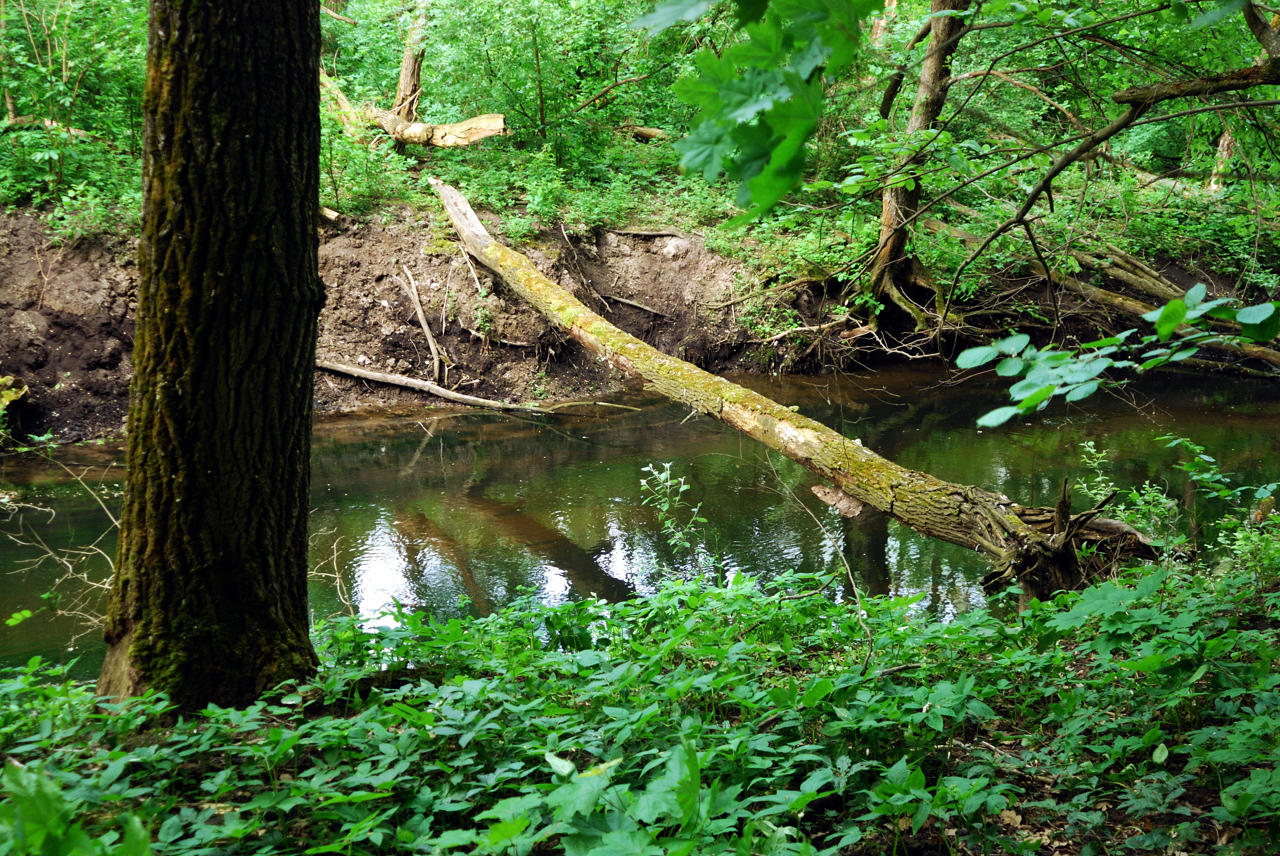